# 호조 우지마사

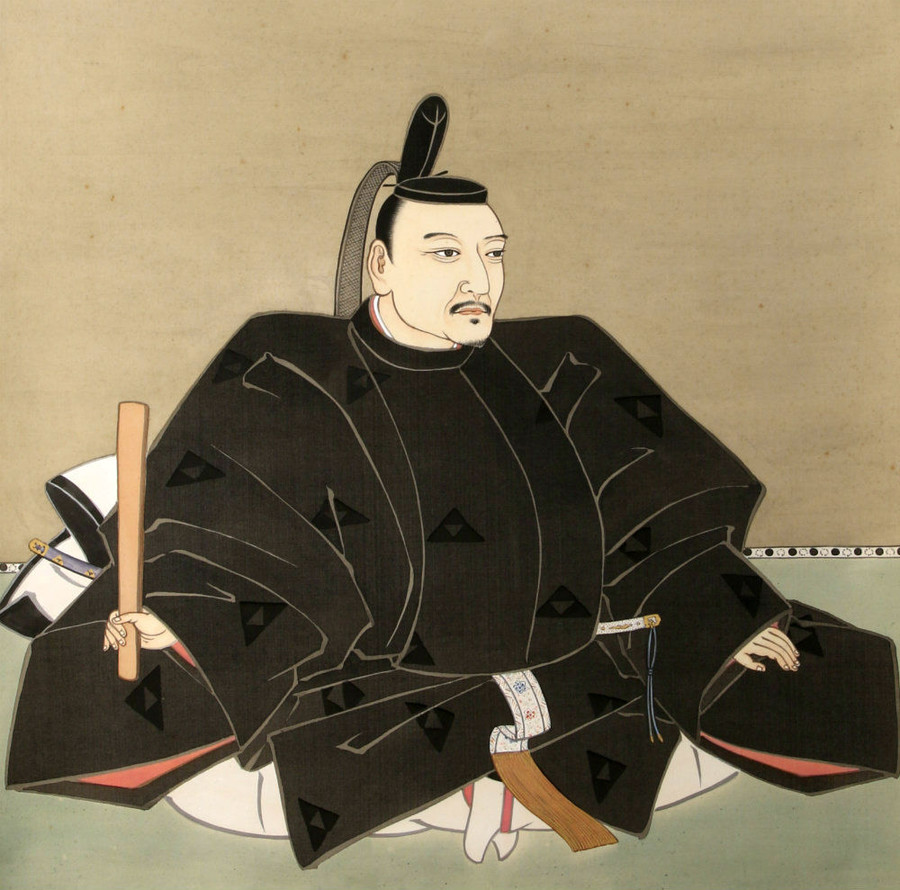
호조 우지마사

호조 우지마사(일본어: 北条氏政, 1538년 ~ 1590년)는 센고쿠 시대의 사가미국의 무장·다이묘. 고호조씨 제4대 당주. 아버지는 호조 우지야스, 어머니는 이마가와 우지치카의 딸 즈이케이인. 정실 오바이인은 다케다 신겐의 딸이자, 다케다 요시노부와 다케다 가쓰요리와는 사돈지간. 통칭은 신쿠로(新九郎). 자식은 우지나오 등.
아버지 우지야스의 뒤를 이어 호조씨의 세력 확대에 지내최대 판도를 쌓지만, 도요토미 히데요시가 대두하면서 오다와라 정벌을 시도, 몇달간의 농성 끝에 우지나오는 항복하였고 우지마사는 할복하였다. 오다와라 정벌은 센고쿠 다이묘 호조씨의 간토 지배를 종결시키는 전투였다.

## 생애

### 가독상속
덴분(天文) 7년(1538년), 제3대 당주(当主) ・ 호조 우지야스(北条氏康)의 둘째 아들로 태어났다. 다만 구로타 모토키(黒田基樹)는 『이시카와 다다후사 문서』(石川忠総留書)에 「氏政亥五十二」라고 기록되어 있는 것을 근거로 덴분 8년(1539년)에 태어났다고 보는 것이 맞다고 하는 설을 제시하였다. 또한 덴분 18년(1549년)에 구게(公家) 아스카이 마사쓰나(飛鳥井雅綱)가 우지야스의 아들인 니시도마루(西堂丸)와 마쓰치요마루(松千代丸)에게 축국(蹴鞠)을 전수했다는 기록이 남아 있고, 이 가운데 니시도마루는 형 ・ 신쿠로 우지치카(新九郎氏親)의 아명으로 추정되어 나머지 마쓰치요마루가 우지마사의 어릴 때의 이름이라고 추정된다.
형 우지치카가 요절하면서 뒤를 이을 세자(世子)가 되었고 호조 신쿠로 우지마사(北条新九郎氏政)라 이름하였다. 따라서 우지치카가 사망한 덴분 21년(1552년) 이후에 원복(元服)을 행한 것으로 보인다. 덴분 23년(1554년)에 아버지와 다케다 신겐(武田信玄), 이마가와 요시모토(今川義元)와의 사이에 고소슌 삼국동맹(甲相駿三国同盟)을 성립시키고, 신겐의 딸 ・ 오바이인(黄梅院)을 정실로 맞이하였다. 부부 사이는 매우 좋았다고 한다.
에이로쿠(永禄) 2년(1559년)에 아버지가 은거하고 가독(家督)을 넘겨받아 호조 가문의 4대 당주가 되었으나, 우지야스가 살아있는 동안에는 우지야스 ・ 우지마사 양두 체제가 이어졌다.

### 우지야스 생전
가독을 상속받은 뒤, 우지마사가 처음으로 행한 것이 호조 가 소령역장(北条家所領役帳)의 작성(대체 검지)이었다. 민의를 중시하며 검지(検地, 토지조사)나 덕정(徳政)을 행하기 위해 내정 사정에 따라 교체하는 것이 호조 씨의 상투적인 방식이었다.
에이로쿠(永禄) 4년(1561년) 우에스기 겐신(上杉謙信)이 간토(関東) ・ 남부 무쓰(陸奥)의 여러 다이묘(大名)들을 규합하여 대규모 병력으로 오다와라 성(小田原城)을 포위하였다(오다와라 성 전투). 호조 씨는 궁지에 빠졌지만 맹우인 다케다 신겐이 지원하여 우지마사는 아버지의 주도 아래서 농성전으로 맞섰고, 우에스기군을 격퇴시켰다. 에치고국(越後国)으로 물러난 우에스기 겐신이 제4차 가와나카지마 전투(川中島の戦い)에서 신겐과 싸워 막대한 피해를 입자 신겐과 호응하여 북관동 방면으로 침공하였다. 일진일퇴의 공방을 거듭하면서 우에스기에 빼앗겼던 영토를 서서히 재점령해 나갔다.
에이로쿠 7년(1564년) 제2차 고쿠후다이 합전(国府台合戦)에서는 첫 전투에서 사토미 요시히로(里見義弘) 앞에서 고전하였으나, 우지마사는 호조 쓰나나리(北条綱成)와 함께 사토미군의 배후를 공격하여 승리를 거두었다. 이에 의해 가즈사 국(上総国)에 세력을 넓히는 가운데, 가즈사 도키 성주(土気城主) ・ 사카이 다네하루(酒井胤治) 등이 일시적으로 우지마사에게 귀순하기도 하였다. 같은 해에는 무사시 이와쓰키 성(岩槻城主) ・ 오타 스케마사(太田資正)의 장남 ・ 우지스케(氏資)를 조략하여 스케마사를 무사시 국에서 내쫓고, 무사시 국의 대부분의 지배권을 확립하였다. 이에 대해 겐신은 무사시 하뉴 성(羽生城) 등을 거점으로 대항하였다.
에이로쿠 9년(1566년) 겐신을 맹주로 하는 고즈케국(上野国)의 유라 나리시게(由良成繁)가 우지마사에게 귀순하였다. 이어 사노 마사쓰나(佐野昌綱) ・ 호조 다카히로(北条高広) 등도 우지마사에게 귀순하였고, 고즈케 국(上野国)에도 세력을 넓히게 되었다. 또한 우지마사의 종형제로 가즈사 국의 고가 쿠보(古河公方) ・ 아시카가 요시우지(足利義氏)의 중신(重臣) ・ 야나다 하루스케(簗田晴助)도 일시적으로 우지마사와 화친하였기에 겐신과 동맹을 맺고 있던 히타치국(常陸国)의 사타케 요시시게(佐竹義重)와의 직접 대립이 표면으로 드러나게 되었다. 사타케 씨에 협조하는 사토미 씨(里見氏)、사타케 씨(佐竹氏)의 객장(客将)이었던 오타 스케마사 등과 임전 상황이었다.
에이로쿠 10년(1567년), 사토미 요시타카(里見義堯) ・ 요시히로 부자가 가즈사 탈환을 노리고 쳐들어 왔다. 우지마사는 이를 격퇴하고자 가즈사 동부의 낮은 산인 미후네 산(三舟山, 기미쓰 시君津市)에 진을 치고, 수군도 이 요새를 향해 합류하여 사키 성(佐貫城)을 노렸다. 하지만 옛 사토미 휘하에 있었던 고쿠진(国人)들이 침공군에 내통해 미사키 수군(三崎水軍)의 침공도 지체되는 상황에서 요시타카에게 패퇴하였다. 이로 인해 가즈사의 지배권을 잃었다(미후네 산 합전).
이 무렵 스루가국(駿河国)의 이마가와 씨(今川氏)는 에이로쿠 3년(1560년) 오케하자마 전투(桶狭間の戦い)에서 당주 요시모토(義元)가 전사하고 이후 령국(領国)의 동요를 불러왔으며, 다케다 ・ 이마가와 사이의 관계도 악화되었다. 에이로쿠 11년(1568년) 12월에 가이-스루가 관계는 끊어졌고, 신겐(信玄)에 의한 스루가 이마가와 령국으로의 침공이 개시되었다(스루가 침공). 요시모토의 적남으로 우지마사에게는 종형제이자 의제(義弟)이기도 한 이마가와 우지자네(今川氏真, 우지마사의 누이동생 ・ 하야카와도노의 남편)은 몰락하였다. 신겐은 호조 씨에게도 이마가와 령국의 할양을 제안하였으나 호조 씨는 슌소 동맹(駿相同盟)을 우선하여 우지자네측에 가담하였고, 고소 동맹(甲相同盟)도 파기되었다. 우지마사는 출진하여 삿타 고개(薩埵峠)까지 진출해 다케다군에 대항하였고, 일단은 신겐의 세력을 내쫓고 스루가 일부를 세력권으로 들였다.
또한 가케가와 성(掛川城)에서 농성하고 있던 우지자네를 구출하기 위해 다케다측으로부터 이반해 온 미카와 국의 도쿠가와 이에야스(徳川家康)와 화의를 맺고 우지마사는 우지자네를 보호하였다. 그리고 자신의 둘째 아들인 우지나오(氏直)를 우지자네의 유시(猶子, 양자)로 삼고, 스루가 영유를 정당화하고자 하였다. 또한 신겐에 대항하기 위해 숙적이었던 우에스기 겐신에게 동생 사부로(三郎, 훗날의 우에스기 가게카쓰)를 양자(인질)로 보냈으며, 고즈케국(上野国)의 지배 영역을 할양하여 동맹을 맺었다(엣소 동맹越相同盟).  최근에 들어 오바이인과의 이혼은 사료의 오독에 기초한 것으로 사실오인이라는 이론도 제기되어 있는데, 오바이인이 에이로쿠 12년(1569년) 6월에 이미 사망한 사실이 확인되고 있기 때문에, 이 경우에도 우지마사는 애처의 돌연한 죽음이라고 하는 비극을 목도하여야 했던 것이 된다.
에이로쿠 12년(1569년) 9월, 우스이 고개(碓氷峠)에서 쳐들어 온 신겐은 고보토케 고개(小仏峠)의 별동대를 나란히 하여 오다와라 성을 공격하였으나, 우지마사는 아버지와 함께 농성하여 다케다군을 격퇴하였다. 이후 호조 씨는 가이국(甲斐国)으로 물러나던 다케다군에 대한 협공을 시도하였다. 아버지를 대신해 본대를 거느리게 된 우지마사는 다케다군을 추격해 동생 호조 우지테루(北条氏照) ・ 우지쿠니(氏邦) 등이 포진한 쓰쿠이령(津久井領) 미마세 고개(三増峠, 일본 아이카와 정愛川町）로부터 몇 리 남쪽에 있던 하기노(荻野, 지금의 도치기 시)까지 진군하였다. 이 사태에 대해 다케다군은 진군을 서두르기 위해 고니타(小荷駄, 보급 부대)를 내버려가면서까지 신속하게 귀국을 서둘렀다. 이에 비해 추격이 지연된 우지마사의 도착을 기다리지 않고 미마세 고개(三増峠)의 우지테루 ・ 우지쿠니 부대가 공격을 개시하였기에 협공이 제대로 이루어지지 못했으며, 쓰쿠이 성(津久井城)의 나이토 씨(内藤氏) 지휘하의 예비전력 쓰쿠이슈(津久井衆)가 다케다측의 가토 단고(加藤丹後)에 의해 제압되어서 출진하지 못하였다. 다케다군도 호조 쓰나나리(北条綱成)가 지휘하는 철포대의 총격에 의해 전군(殿軍, 후방부대)의 아사리 노부타네(浅利信種)나 우라노 시게히데(浦野重秀)가 전사하는 등의 손해를 입는 등, 결과적으로는 다케다군에 패배했고, 그들이 가이로 퇴각하는 것을 허용하여야 했다(미마세 고개 전투).
그 뒤에도 신겐이 이즈(伊豆) ・ 스루가 방면으로 진출하고 이에 대항하였으나, 간바라 성(蒲原城)、후카자와 성(深沢城) 등 스루가 지역의 여러 성들이 함락되고, 후견을 맡고 있던 아버지가 병으로 인해 전선에서 후퇴하였다. 겐키(元亀) 원년(1570년)에는 스루가 국의 호조측 지배 지역은 고고쿠지 성(興国寺城) 및 스루가 동남부 일대만 남게 되었고, 사실상 스루가 국은 신겐에 의해 병합되었다.
겐키 2년(1571년) 10월에 아버지 호조 우지야스가 병으로 사망하고, 우지마사는 12월에 신겐과의 동맹을 부활(고소 동맹), 동시에 겐신과의 엣소 동맹을 파기하였다. 엣소 동맹은 조건 조정 부족 등으로 인해 결과적으로 대(対)다케다 대책으로서 충분한 성과를 내지는 못했다는 점에 불만이 있었으며, 원래부터 겐신과 우지마사 두 사람의 전략관의 차이가 있는 이상, 겐신도 엣추 국(越中国)의 평정 쪽에 힘을 쏟게 되었다.
겐키 3년(1572년) 신겐의 미카와(三河) ・ 오다 령국(織田領国)으로의 침공(西上作戦) 무렵에는 여러 아시가루츄(足軽衆)의 다이토 히로노부(大藤秀信, 초대 마사노부政信)나 이즈슈(伊豆衆)의 필두로 괴력의 소유자라고 하는 시미즈 타로사에몬(清水太郎左衛門) 등2,000여를 원군으로 다케다군에 참가시키고, 미카타가하라 전투(三方ヶ原の戦い)에서는 오다 ・ 도쿠가와 연합군에 승리하였다. 다만 이 전투에서 다이토 히로노부가 전사하였다.

### 우에스기 ・ 다케다와의 전투

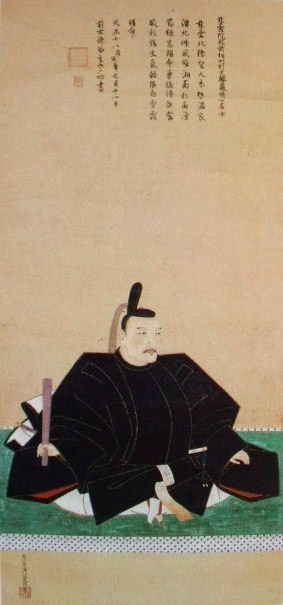
호조 우지마사 상(소운지早雲寺 소장, 土佐光起 그림). 1670년경에 그려진 것이다.

고소 동맹이 부활한 뒤, 우지마사와 겐신의 싸움이 다시 시작되었고, 덴쇼(天正) 2년(1574년)에 겐신이 고즈케 국으로 진출하여 우지마사도 출진, 도네 강(利根川)에서 대치하게 되었다. 그러나 겐신의 관심은 이미 엣추 국으로 향하고 있었고, 결전까지는 이르지 않았다. 윤11월에는 아버지가 「나라 하나에 맞먹는 성」(一国に等しい城)이라고까지 불렀던 야나다 하루스케(簗田晴助)의 세키주쿠 성(関宿城)을 쳐서 함락시키고, 이듬해인 덴쇼 3년(1575년)에는 오야마 히데쓰나(小山秀綱)의 시모쓰케 기온 성(祇園城)을 쳐서 함락시켰다. 또한 시모우사 국의 유키 하루토모(結城晴朝)가 공순하는 등 우지마사의 세력은 확대되어 갔고, 우에스기파의 세력을 간토에서 거의 일소하였다. 덴쇼 5년(1577년)에는 가즈사 국을 쳐서 숙적 사토미 요시히로와의 화목을 실현시켰다(보소 잇카房相一和). 한편 이 싸움은 우지마사의 적남 우지나오의 첫 출진이기도 하였다.
덴쇼 6년(1578년)에 겐신이 사망하고, 그 후계자를 놓고 겐신의 조카인 우에스기 가게카쓰(上杉景勝)와 우지야스의 동생으로 겐신의 양자가 되었던 우에스기 가게토라(上杉景虎) 사이에 후계자 다툼인 고타테의 난(御館の乱)이 벌어졌다. 우지마사는 이때 시모쓰케 국에서 사타케 씨(佐竹氏) ・ 우쓰노미야 씨(宇都宮氏)와 대치 중이었기 때문에, 5월에 가게카쓰 원조를 위해 우지테루、우지쿠니 등을 에치고국(越後国)으로 파견했다. 8월 하순에 우지마사 본인도 가게토라 지원을 위해 고즈케 국의 厩橋城까지 출진하였으나, 곧 오다와라로 돌아온다.
또한 이와 동시에 동맹자이자 의제(누이 ・ 게이린인도노의 남편) 다케다 가쓰요리(武田勝頼)에게도 원군을 의뢰하였다. 가쓰요리는 가게토라 지원을 위해 북부 시나노로 출병하였으나, 가게카쓰는 북부 시나노의 우에스기령이나 고즈케 누마타(沼田)의 할양을 조건으로 가쓰요리와 화목하였고(고에쓰 동맹), 가게토라 ・ 가게카쓰간의 조정과 화목이 성립되기에 이르렀으나, 같은 해 8월에 가쓰요리가 철수하던 도중에 화목은 파기되었다. 우지테루 ・ 우지쿠니는 가을에 본격적으로 에치고 진입을 시도했고, 사카도 성(坂戸城)에서의 완강한 저항에 더해 겨울에 이르러 폭설까지 내려, 눈물을 머금고 철수하지 않으면 안 되었다. 이듬해 덴쇼 7년(1579년) 가게카쓰가 난을 제압하는 형태로 가게토라는 자결하였다(그 뒤 가쓰요리의 누이동생이 가게카쓰에게 시집갔다).
가게토라의 패사로 우지마사는 고소 동맹을 파기하고, 도쿠가와 이에야스와 동맹을 맺고 스루가의 다케다 령국을 협격하였다. 덴쇼 8년(1580년)에는 가쓰요리를 쳐서 重須の合戦이 벌어졌는데, 승부는 내지 못하였다. 고즈케 국에서는 가쓰요리의 공세가 이어졌고, 고즈케, 시모쓰케의 고쿠슈(国衆)도 다케다측으로 돌아섰기에 열세에 빠졌다.
때문에 같은 해 3월 10일에는 이시야마 혼간지(石山本願寺)를 항복시키고 고무된 오다 노부나가(織田信長)에게 신종(臣従)을 요청하였다. 8월 19일에 우지나오에게 가독을 넘겨주고 은거하였는데 이는 진중에서는 이례적인 것으로, 아버지 우지야스를 모방하여 호조 가문의 정치 ・ 군사의 실권을 장악한다는 것이었다.

### 세력 확대
덴쇼 10년(1582년) 2월, 오다 노부나가의 적자(嫡子) 오다 노부타다(織田信忠)를 총대장(総大将)、오다 사천왕(織田四天王)의 한 사람인 다키가와 가즈마스(滝川一益)를 군감(軍監)으로 하는 군세가 고슈 정벌(甲州征伐)에 나섰다. 스루가-이즈 국경 사이의 정보가 단절되어 있었으므로 당초 정보가 적었던 우지마사는 우지쿠니에게 고즈케 방면으로부터 정보를 수집하게 하였다. 그 뒤, 이세국(伊勢国)으로부터의 배를 통해 정보가 전해졌고, 오다가 다케다 령국을 침공하였음을 확인하고 이에 대응하여 스루가 국의 다케다령을 침공하였다. 3월 11일에 가쓰요리는 덴모쿠 산 전투(天目山の戦い)에서 정실 게이린인도노(桂林院殿)와 함께 자결, 가이 다케다 씨(甲斐武田氏)는 멸망하였다.
노부나가는 다키가와 가즈마스를 고즈케 마에바시 성(厩橋城)으로 파견하여 간토 간레이(関東管領)로써 고즈케 서부와 시나노 국의 일부를 주고 간토의 통치를 노렸다. 이미 호조 씨는 우지나오에게 오다 가문으로부터 딸을 맞아 혼인한다는 조건으로 오다의 분국(分国)으로써 간토 일괄 통치를 바라고 있었으나, 이에 대해 노부나가로부터 명확한 회답이 오지 않았고, 우지마사는 미시마 대사(三島大社)에 우지나오의 간토 지배와 오다 가문과의 혼인을 기원하는 원문(願文)을 봉납하기도 하였다. 또한 가즈마스의 중개로 시모쓰케 기온 성을 옛 성주인 오야마 히데쓰나(小山秀綱)에게 돌려주는 등, 오다 씨의 간토 지배에 협력하였다. 우지마사는 이 시점에서 노부나가의 위세를 두려워하고 있었고, 오다 씨와의 우호관계는 보존되었다. 간토에서의 호조 영지는 가즈마스의 문서에서는 남방(南方)으로 불리며 중시되었다.
『신쵸코키』(信長公記)에 따르면 우지마사는 3월 26일、4월 2일、4월 3일에 연달아 단잔(端山, たんざん)이라는 인물을 사자로, 노부나가에게 축하를 위한 선물을 보냈다고 전하고 있다. 우지마사는 오랫동안 전쟁을 벌여온 다케다 가문을 신속하게 섬멸시킨 노부나가의 군사력의 강대함을 인식하고 오다 가문과 우호관계를 보전하기를 간절히 바라고 있었으며 우지마사는 5백 마리의 꿩을 노부나가에게 바치기 위해 교토로 보냈다. 또한 동생인 우지쿠니가 다키가와 가즈마스에게 출사하기도 하였다. 4월에 들어, 사타케 요시시게(佐竹義重), 사토미 요시요리(里見義頼), 그 밖의 다른 간토의 여러 세력들, 아시나 모리타카(蘆名盛隆)、오노데라 가게미치(小野寺景道)、다테 데루무네(伊達輝宗) 등 오슈(奥州)의 여러 다이묘들도, 노부나가의 대리인 다키가와 가즈마스에게 사자를 보내어, 공물을 바치고 노부나가 정권과의 접근을 시도하였다.
그러나 노부나가는 호조 씨에게 호의적인 대응을 보이지 않았고, 오히려 그를 자극하는 행동만을 하고 있었다. 또한 노부나가와의 혼담도 그렇게 원활하게 이루어지지는 않았던 것이 아닐까 보는 견해도 있다.
그러나 6월 2일, 교토(京都)의 혼노지(本能寺)에서 오다 노부나가가 아케치 미쓰히데(明智光秀)의 모반으로 사망하고 만다(혼노지의 변). 노부나가의 죽음을 알게 된 우지마사는 당초, 다키가와 가즈마스에게 거듭 협조관계를 지속하겠다는 뜻을 통지하고 있었지만, 우지마사와 가즈마스와의 사이에는 표면적으로는 우호관계를 유지하면서도 서로에 대한 불신감이 증폭되어 있었다. 우지마사가 후카야(深谷)로 군세를 돌리자 가즈마사도 이에 호응해 군세를 돌렸다. 며칠 뒤에는 명백하게 대립 관계가 되었고, 양자 사이에 합전이 발발하였다. 호조 씨는 고즈케 국의 절반을 손에 넣고 있었지만, 노부나가의 진격에 의해 이를 노부나가의 대리자인 가즈마스에게 양보하지 않을 수 없는 상황이 되었고 고즈케 국을 회복하겠다는 계획이 강했다고 여겨진다.
우지마사는 우지나오와 우지쿠니에게 고즈케 탈취를 명했고, 5만 6천이라 칭하는 대군을 고즈케 국으로 침공하게 하여 다키가와군과 대치하였다. 호조군은 다키가와군의 세 배의 병력이었고, 첫 전투에서 선봉이 타격을 받기는 했지만 며칠 뒤의 결전에서는 크게 승리하였으며 다키가와 가즈마스를 패주시켰다(神流川の戦い). 이후 호조군은 패주하는 가즈마스를 추격해 우스이 고개(碓氷峠)에서 시나노국(信濃国)까지 진출하였고, 사나다 마사유키(真田昌幸) ・ 기소 요시마사(木曾義昌) ・ 스와 요리타다(諏訪頼忠) 등을 산하로 끌어들였으며 도쿠가와 이에야스 산하로써 옛 다케다 병사들을 모아 결기한 요다 노부시게(依田信蕃) 등을 쳐서 고모로 성(小諸城)에 주둔하고, 시나노 동부로부터 중부에 걸쳐 점령하에 두었다. 한편으로 가즈마스의 패주로 시나노 국이나 고즈케 국과 마찬가지로 공백지대로 변한 가이 국에 침공한 이에야스는 요다 노부시게를 통해 사나다 마사유키를 조략하였으며, 도쿠가와측의 오가사와라 사다요시(小笠原貞慶)로의 후원 등을 얻어 호조군과 대립하였다(덴쇼 임오의 난天正壬午の乱). 이러한 일련의 소란에 의해 오다 가문은 가이 ・ 시나노 ・ 고즈케를 일거에 잃게 되었으며, 가즈마사는 실각하였다.
그 뒤 가이 와카미코(若神子)에서 우지나오와 이에야스는 대치하였으나(若神子の戦い) 시나노 국에서는 사나다 마사유키가 이반하고, 가이 국에 있어서도 호조 우지타다(北条氏忠, 우지마사의 동생) ・ 호조 우지카쓰(北条氏勝, 우지마사의 조카)가, 구로쿠마(黒駒)에서 도쿠가와측의 도리이 모토타다(鳥居元忠) 등에 패하였고, 가이 국의 호조령은 군나이(郡内) 지방의 영유에 머무르는 등 정세는 불리해졌다. 때문에 우지나오가 이에야스의 딸 도쿠히메(督姫)와 결혼하는 것으로 화목하였다. 영토 문제는 가이 ・ 시나노를 도쿠가와령、고즈케 국을 호조령으로 하는 것에 합의했지만, 시나노 국의 사쿠(佐久) ・ 고아가타(小県) 두 군(郡)과 가이 군나이 지방의 방기라는 불리한 강화 조건이었다. 그것도 이에야스에 대해 사나다 마사유키가 훗날 고즈케 국의 누마타 성(沼田城)을 호조에 내어주기를 거부하고 우에스기씨로 돌아서서 우에다(上田) ・ 누마타 성에서 도쿠가와 ・ 호조와 항전하게 되어, 이들 현안이 훗날의 누마타 문제 나아가 나구루미 사건(名胡桃事件)의 복선이 되었다.
같은 해 고즈케를 돌며 우지마사와 싸우고 있던 우에스기 가게카쓰가 시바타 가쓰이에(柴田勝家)에 대항하고자 하시바 히데요시(羽柴秀吉)와 동맹을 맺었다. 당시의 유력 센고쿠 다이묘(戦国大名) 가운데 가장 먼저 히데요시에게 붙좇은 것이 가게카쓰였다. 이 동맹 때에 히데요시는 가게카쓰에게 「가게카쓰가 우지마사에게 존분(存分)이 있었을 경우, 나 또한 호조와 절교하겠다」(景勝が氏政に対し『存分』があった場合、自分も北条と絶交する)라는 맹세를 세웠다. 호조와 우에스기는 선대 겐신 시절부터 일시적 동맹을 맺었다가도 적대관계가 되는 경우가 많았고, 가게카쓰는 호조로부터 양자로써 보내졌던 우에스기 가게토라와는 고타테의 난에서 싸우기도 했다. 나아가 가게카쓰는 앞서 겐신이 취임하기도 했던 간토 간레이 관직을 강하게 의식하고 있었고, 호조 가문에게는 상응하는 적의를 불태우고 있어, 토벌 의사는 강하였다. 나아가가게카쓰는 같은 반호조 세력의 선봉인 사타케 요시시게(佐竹義重)나 북부 간토의 고쿠진들과도 결탁하고 그들도 또한 히데요시에게 접근하여, 도쿠가와 - 호조 연합에 대항하는 구도가 되었다.
우에스기, 사타케라는, 호조와는 지극히 험악한 관계의 세력과 일찍부터 손을 잡았던 히데요시는 이 시점에서 「반(反)호조」 자세를 갖추었다고 생각된다. 이것이 오다와라 정벌(小田原征伐) ・ 호조 멸망의 원인이기도 하였다.
덴쇼 11년(1583년)에 고가 쿠보 아시카가 요시우지가 사망하고 우지마사는 관도보임(官途補任)으로 권력을 장악하였고 이로 인해서 간토에서의 신분 질서의 정점에 서게 되었다. 또한 무사시국(武蔵国)의 에도(江戸) 지역、岩付領의 지배를 장악하고, 도네 강(利根川), 히타치 강(常陸川) 등의 수계(水系) 지배를 확보, 이에 의해 유통 ・ 교통 체계를 지배하였기 때문에, 간토의 반호조 연합은 종속이냐 철저항전이냐의 양자택일의 처지에 몰리기에 이르렀다. 이 시기에 그 지역의 지배는 확고한 것이 되었기 때문에 에도 성(江戸城)을 은거성으로써 정무를 잡는다는 구상이 있었다고도 하지만, 실제로는 우지마사는 이후에도 계속해서 오다와라 성에 머물렀고, 구체화되지는 않았다.
덴쇼 13년(1585년) 사타케 요시시게(佐竹義重) ・ 우쓰노미야 구니쓰나(宇都宮国綱) 등이 나스 스케하루(那須資晴) ・ 미부 요시오(壬生義雄) 등을 치고, 우지마사는 나스 씨 등과 손을 잡아 본격적으로 시모쓰케 침공을 개시하였고, 시모쓰케 국의 남반부를 지배하에 두게 되었다. 또한 히타치 남부의 에도자키 성(江戸崎城)의 도키 씨(土岐氏) 및 우시쿠 성(牛久城)의 오카미 씨(岡見氏)를 지원하여, 히타치 남부에도 세력을 미치게 되었다.
이리하여 호조 씨의 령국은 사가미(相模) ・ 이즈(伊豆) ・ 무사시(武蔵) ・ 시모우사(下総) ・ 가즈사(上総) ・ 고즈케(上野)로부터 히타치(常陸) ・ 시모쓰케 ・ 스루가(駿河)의 일부에 이르르고 240만 석(호조 씨의 소령적지所領跡地에 들었던 이에야스의 게이초 3년 검지 ・ 다이묘 지쿄타카大名知行高에 토대한 추측이다)에 달하는 최대 판도를 쌓아올리게 되었다.

### 오다와라 정벌부터 최후까지
그러나 아케치 미쓰히데를 치고, 노부나가의 천하 통일 사업을 계승한 도요토미 히데요시와 대립하게 되었다.
덴쇼 16년(1588년) 히데요시로부터 우지마사 ・ 우지나오 부자의 주라쿠다이(聚楽第) 행행(行幸)에 열석하라는 요구가 나왔으나, 우지마사는 이를 거부하였다. 교토에서는 호조 토벌의 풍문이 나돌았고, 「京勢催動」로써 호조 씨도 임전 체제를 취하기에 이르렀는데, 도쿠가와 이에야스의 기청문(起請文)을 통해 다음과 같은 설득을 받았다.
1. 이에야스가 호조 부자의 일을 참언하지 않았으며, 호조 씨의 령국을 일절 바라지 않는다.
2. 이번 달 중으로 형제들을 파견할 것이다.
3. 도요토미 집안으로 출사하는 것을 거부하는 경우 도쿠히메를 이혼시키겠다.

8월에 우지마사의 동생 ・ 호조 우지노리(北条氏規)가 묘다이(名代)로써 교토로 상경하는 것으로 호조－도요토미간의 관계는 일시적이기는 했지만 안정되었다. 부슈 문서(武州文書)에 따르면 이 무렵, 우지마사는 실질적으로도 은거하겠다고 선언하고 있다.
덴쇼 17년(1589년) 2월, 효조슈(評定衆)인 이타베쓰카 고셋사이(板部岡江雪斎)가 교토로 상경하여, 누마타 문제의 해결을 히데요시에게 요청하였다. 히데요시는 누마타령의 2/3을 호조측에 돌려준다는 누마타 재정(沼田裁定)을 행하였고, 6월에는 12월에 우지마사가 상경한다는 취지의 한 통의 문서를 받았고, 누마타령은 7월에 호조측에게 넘겨졌다. 그러나 교토 상경에 대해 우지마사는 다시금 말을 바꾸어 덴쇼 18년(1590년) 봄이나 여름에 상경을 행하겠다고 했는데, 이를 히데요시가 거부함으로써, 다시금 양자의 관계가 악화되었다. 이러한 상황 속에서 10월, 우지쿠니의 가신 ・ 이노마타 구니노리(猪俣邦憲)에 의해 나구루미 성(名胡桃城) 탈취 사건이 벌어졌다. 히데요시는 이에야스、가게카쓰 등을 교토로 상경하게 하여 여러 다이묘들에 대해 덴쇼 18년(1590년) 봄의 호조 씨 토벌에 대해 출진 용의를 독촉하였다. 또한 히데요시는 쓰다 모리쓰키(津田盛月) ・ 후지타 가즈시로(富田一白)를 상사(上使)로 해서 호조 씨에게 파견하였고, 나구루미 성 사건의 주모자를 처벌하고 즉각 교토로 상경하라고 요구하였다.
이에 대해 우지나오는 우지마사를 억류하려는 것이거나 호조 씨에 대한 나라 바꾸기(国替え, 개역)가 목적이라는 혹설이 나돌고 있어 상경할 수 없다고, 이에야스가 히데요시에게 신종하였을 때 아사히히메(朝日姫)와 혼인해 오만도코로(大政所)를 인질로 한 가운데 상경하여 후대를 받은 것에 대해, 나구루미 성 사건에 있어서 호조 씨에 대한 태도와의 차이를 들어, 억류 ・ 나라 바꾸기 같은 것이 없이 마음을 편안히 하게 해 줄 것을 요청하였다. 또한 나구루미 성 탈취 사건에 대해서는 우지마사나 우지나오의 명령이었을 리가 없고 사나다측의 나구루미 성주가 자진해서 호조측에 돌아선 것이고 이미 나구루미 성은 사나다측에 반환하였다고 변명하였다.
이것이 실로 이노마타의 독단이었다면, 우지마사 ・ 우지나오 부자의 감독 소홀이 초래한 결과라고도 할 수 있는 것이었고, 온건파였던 동생 우지노리(氏規)와 중간파인 아들 우지나오、주전파인 우지마사・우지테루・우지쿠니 세 형제 이렇게 삼파 대립이 표면화되었다고 한다. 그러나 현존하는 각종 서장들을 보면 누마타 성을 영지로 얻은 뒤 우지마사는 자신의 상경 시기가 당초 12월부터 이듬해 봄이나 여름이 될 것이라고 하는 등, 교토 상경에 적극적이었고, 우지마사 ・ 우지나오가 재삼 거듭 "나구루미 성을 호조가 탈취할 이유가 없다"고 진술하고 있는 점을 고려하면, 나구루미 성 탈취라고 하는 사건의 진상은 오늘날까지도 미스테리로 남아 있다.
우지마사의 교토 상경이 늦어진 것은 혹시라도 우지마사가 교토로 상경해 신종을 맺게 될 경우 히데요시는 물론 도쿠가와 이에야스나 숙적인 우에스기 가게카쓰보다도 아래에 위치하게 되는 것이었고, 이에 우지마사가 굴욕감을 느끼고 있었던 것은 아닐까 하는 견해도 있다. 『스루가 토산』(駿河土産)이라는 문헌에 따르면 호조측은 동맹을 맺고 있던 도쿠가와보다도 자신들 쪽의 격이 높다고 인식하고 있었던 듯한 구절이 있다. 또한 호조 씨에 대한 적대의식이 강하고 우에스기 가게카쓰나 사타케 요시시게, 북부 간토 지역의 여러 호족들이 일찍부터 히데요시와 인접하고 있었기 때문에 히데요시 쪽도 호조에 대해 비협조적, 냉담했다고 지적되고 있다.
여태껏 교토 상경을 미루고 있는 우지마사의 자세에 화가 치민 히데요시는, 우지마사의 교토 상경이 지체되는 것과 출사 거부를 도요토미 가문에 대한 종속 거부라고 보고, 12월 23일, 여러 다이묘들을 향해 정식으로 호조 우지마사 추토의 출진 명령을 발하였다. 이보다 앞서 스루가-이즈 국경 사이가 단절에 이르렀음을 알게 된 우지마사 ・ 우지나오는, 17일에는 호조 령국내의 가신 ・ 다른 고쿠츄(国衆)들에 대해 오다와라로 1월 15일에 참진(参陣)할 것을 명하고 맞아 싸울 자세를 굳히기에 이르렀다. 그리고 덴쇼 18년 3월부터, 각 방면으로부터 쳐들어오는 도요토미군을 맞아 싸웠다. 당초에는 우스이 고개를 넘어온 사나다 마사유키 ・ 요다 노부시게에 대해 승리하였고, 스루가-이즈 국경 방면에서도 포진한 도요토미측 제장들을 위력 정찰하는 등 전의를 왕성하게 하였으나, 히데요시의 누마쓰(沼津) 군진 도착 이후에는 첫 전투에서 야마나카 성(山中城)이 함락되고, 4월부터 약 석 달에 걸쳐 오다와라 성에서 농성하였다. 그 뒤 령국 내의 시모타 성(下田城)、마쓰이타 성(松井田城)、다마나와 성(玉縄城)、이와쓰키 성(岩槻城)、하치가타 성(鉢形城)、하치오지 성(八王子城)、쓰쿠이 성(津久井城) 등 여러 성들이 차례로 함락된다. 22만을 헤아리던 도요토미 군세 앞에 중과부적으로,
1. 무사시 ・ 사가미(相模) ・ 이즈(伊豆)만을 영지로 한다.
2. 우지나오를 상경하게 한다.

라는 조건으로, 호조 씨는 항복하였다.
일본에서는 이 무렵, 한 달 이상이 넘도록 호조 가 가신단의 항전파와 항복파에 의해 펼쳐진 지리멸렬한 의론이 오다와라 효조(小田原評定)라는, 무의미하고 지리멸렬한 논쟁을 가리키는 일본어 관용어의 어원이 되었다고 하는데, 본래는 호조 가신단이 정기적(대체적인 기간으로 매달)으로 부르던 효조를 가리키는 것이었다.

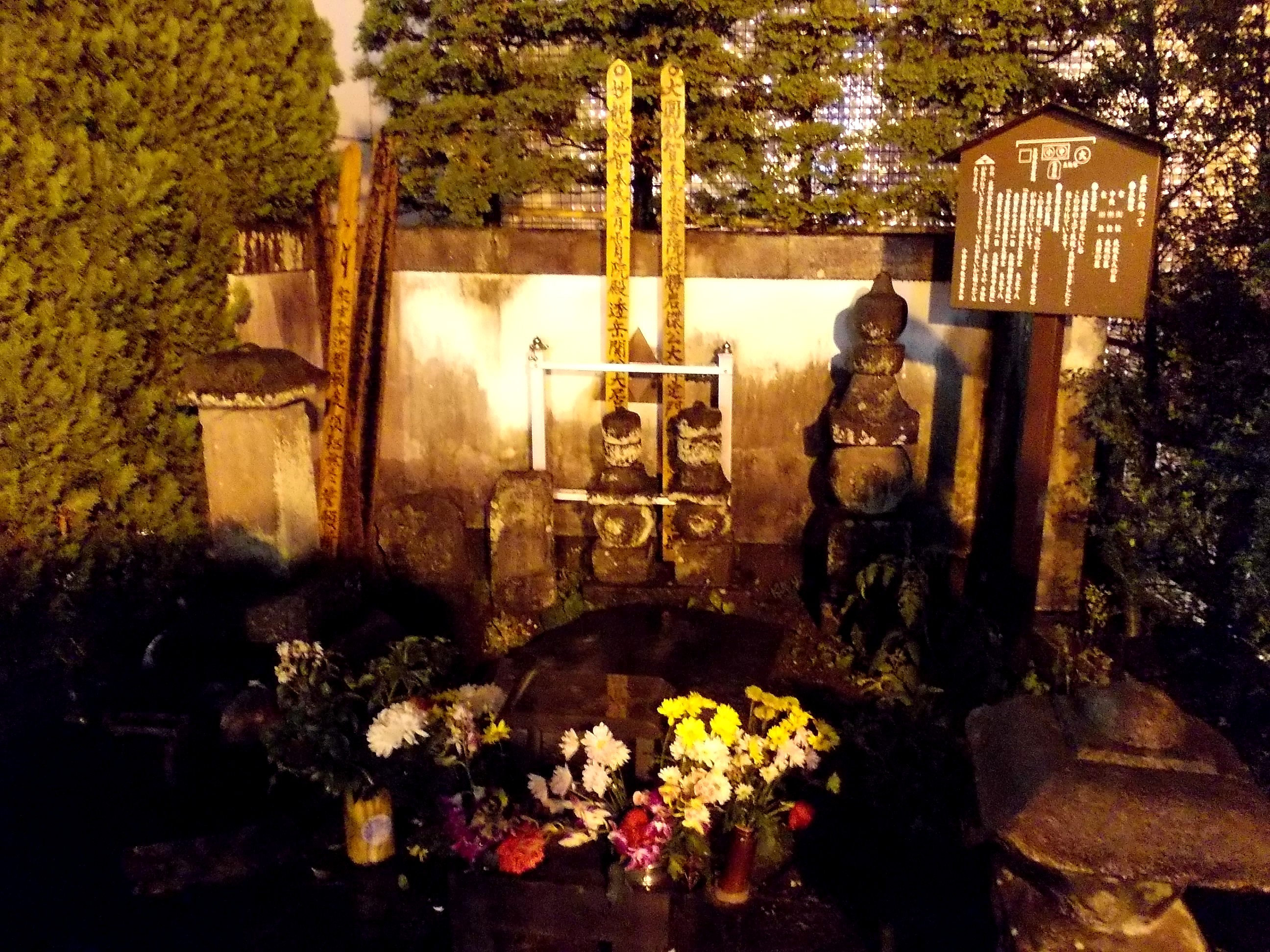
가나가와 현(神奈川県) 오다와라 시(小田原市) 시내에 있는 호조 우지마사, 우지테루의 묘.

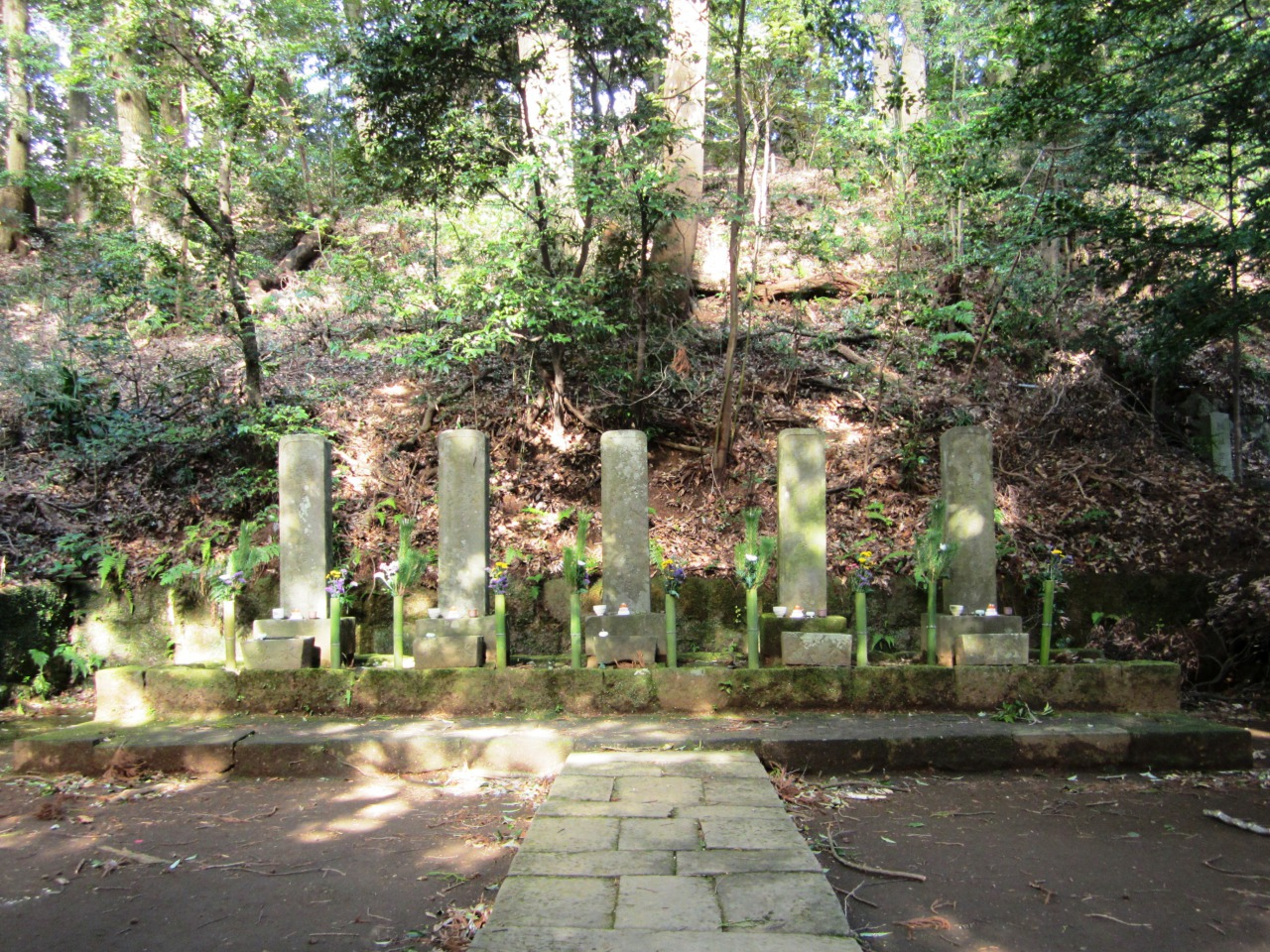
가나가와 현 하코네 정(箱根町) 소운지(早雲寺)에 위치한 호조 5대의 묘. 왼쪽부터 두 번째에 있는 것이 우지마사의 묘이다.

그러나 히데요시는 화목 조건을 깨고 우지마사에게 할복을 명했고, 우지나오 등을 고야 산(高野山)으로 내쫓기로 결정하였다. 7월 5일, 우지나오가 자신의 목숨을 맞바꾸어 모든 장병들의 구명을 빌었고, 항복하였다. 우지나오의 장인인 이에야스도 우지마사의 구명을 빌었으나, 호조씨 토벌을 초래한 책임자로써 히데요시는 우지마사 ・ 우지테루 및 숙로(宿老) 마쓰라 노리히데(松田憲秀) ・ 다이도지 마사시게(大道寺政繁)에게 할복을 명하였다. 이이 나오마사(井伊直政)의 정보에는 한때 그가 구명될 것이라는 전망도 있었지만, 결국 7월 11일에 우지마사와 우지테루는 할복하였다. 《간세이 중수제가보》(寛政重修諸家譜)의 에도 막부(江戸幕府) 오쿠 의사(奥医師) 다무라 안세이 가(田村安栖家) 계보 등에는 시의(侍医)로 교토 무라사키노 다이도쿠지(紫野大徳寺)의 주지 일신 화상(日新和尚)의 형으로 다테하라 미로쿠로(笠原弥六郎, 다테하라 에치젠노카미笠原越前守의 양자)의 친아버지에 해당하는 다무라 나가쓰구(田村長傳, 안세이安栖）의 저택에서 할복하였다. 향년 53세. 일본 시즈오카 현(静岡県) 후지시(富士市)의 겐류지(源立寺)에 우지마사의 구비즈카(首塚)가 있다. 묘소는 일본 가나가와 현(神奈川県) 오다와라시(小田原市) 시내와 하코네 정(箱根町)에 존재한다.
우지마사의 사세(辞世)는
- 「비구름 속에 울부짖는 저 달도 이 가슴의 안개도 걷어내주는 듯한 이 가을 저녁의 바람」(雨雲の　おほえる月も　胸の霧も　はらいにけりな　秋の夕風)
- 「이내 몸 이제 사라지려 하느니 기억할지라 공(空)으로부터 와서 공으로 간다는 걸」(我身今　消ゆとやいかに　おもふへき　空よりきたり　空に帰れば)

이로써 센고쿠 다이묘로써의 고호조 씨는 멸망하였다.
다만 이에야스의 친족(사위)였던 우지나오는 목숨을 건졌고, 생활비를 제공받았다. 또한 이듬해 덴쇼 19년(1591년) 8월에는 히데요시로부터 1만 석이 주어져서 다이묘로써 명적(名跡) 부활의 움직임도 있었다고 하지만, 그 해 11월에 사망하였으므로 고호조씨의 계통은 우지노리가 이었고, 우지나오의 영지 1만 석의 일부도 이어받아, 에도 시대(江戸時代)에 우지노리의 아들 ・ 호조 우지모리(北条氏盛)가 가와치 사야마 번주(河内狭山藩主)가 되어 메이지 유신(明治維新)까지 존속하였다. 그 밖에, 이에야스가 지배하는 세상이 된 뒤, 고호조 집안과 연고가 있는 가문이 몇 곳 거론되고 있었다.

## 인물
후세에 성립된 《호조키》(北条記)에서는 「4세의 우지마사는 어리석은 사람으로, 노신인 마쓰다 뉴도(松田入道)의 못된 계략에 현혹되어 국정을 어지럽혔지만, 아직 아버지 우지야스 군(君)의 무덕이 있어, 그럭저럭 무사했다.」(四世の氏政は愚か者で、老臣の松田入道の悪いたくらみにまどわされ、国政を乱したけれども、まだ父・氏康君の武徳のおかげがあって、どうやら無事であった)라고 평하고 있다. 이 사료에서 호조 5대의 당주 가운데 「기미」(君)라고 불리지 않는 당주는 우지마사 한 사람 뿐이다. 이러한 후세의 사료의 평가나 후술할 「밥에 국 두 번 부은」 에피소드 등은 고호조 가문이 멸망한 당시의 실질적인 지배자가 우지마사였다는 점에서 「집안을 몰락시킨 당주」라는, 결과론에 따라 마이너스 평가된 것이라는 지적이 있다. 히데요시에 대한 신종을 거절하고 그 결과 멸망하고 말았다는 결과로부터 「정세 파악에 소홀했다」, 「우물 안 개구리」, 「자신을 과신했다」 등의 낙인이 후세에 박혀버린 것이다. 현대에는 「결과론을 가지고 우지마사를 암우한 인물로 취급하는 것은 부당하다」(結果論を根拠に氏政を暗愚扱いするのは気の毒だ)라는 평가도 나오고 있다. 「정세 파악에 소홀했던 우물 안 개구리」라는 평가에 대해서도, 오다 노부나가가 다케다를 멸망시키고 간토까지 세력을 확대해 왔을 때 우지마사 등이 노부나가에 대해 취한 대응을 고려하면 빗나간 비평이라는 반론이 나와 있다.
개인적으로는 가족애가 두터운 인물이었다고 하며 유능한 동생들과 평소 사이가 좋았을 뿐만 아니라 애처가로도 알려져 있었다. 고바이인과의 이혼 그 자체가 1970년대에 사료의 오독으로 말미암아 창작된 이야기로 다른 동시대 사료에서는 확인되지 않고, 실제로 고바이인은 마지막까지 우지마사와 함께 살고 있었다는 설도 나와 있다. 호조 가문이 멸망했을 때 실권자였다고는 해도 아버지인 우지야스의 시대 이상으로 세력을 키운 그의 치세라던가, 사이 좋은 형제들과의 상호 협력, 뛰어난 신하들의 지지를 얻어 합전에서도 무공을 떨쳤던 점 등, 결코 무능한 무장이었다고는 할 수 없다.
히데요시에 대해 철저항전을 택한 점에 대해서는 이제까지 우지마사가 무능하여 시류 및 히데요시와의 압도적인 국력의 차이를 파악하지 못했던 것이 원인이라는, 우지마사의 암우한 자질에 원인을 찾는 평가가 주류를 이루고 있었다. 한편으로 일본 역사에서 도고쿠(東国)라 불리던 간토 지역의 무사들은 미나모토노 요리토모(源頼朝) 이래 중앙정권으로부터 자립하려고 하는 지향성이 강하였고, 이러한, 「도고쿠 무사 사회의 전통성」을 철저항전의 근거로 보는 견해도 있다. 또한 처음부터 히데요시는 호조 집안을 섬멸할 생각이었다는 견해도 있다. 구로타 모토키(黒田基樹)는 「도고쿠 무가 사회의 전통성」이라던가 「우지마사가 암우하였다」 등의 것을 철저항전의 근거로 삼는 견해에 대해, 도쿠가와 ・ 조소카베(長宗我部) ・ 시마즈(島津)와 유력 다이묘들은 대개 도요토미 히데요시와 무력대결을 벌였으며, 일찍부터 공순한 우에스기 가게카쓰나 모리 데루모토(毛利輝元)도, 그 이전 오다 정권과 격렬한 항쟁을 벌이며 궁지에 몰리기도 하는 등, 중앙정권의 강력함을 체험해 알고 있었기 때문에 「당주의 자질의 우열」이라던가 「지방 특유의 전통성」 등이 원인이 아니라 「당시 유력 다이묘들에게는 (철저항전이) 보편적인 사고방식」이었음이 기반에 있다며, 이러한 견해들에 대해 반론하였다. 이러한 가운데 시마즈 씨나 조소카베 씨는 본거지가 공격당하기 전에 항복하였으며, 본거지까지 공격당해 최종단계에 이르러서까지 항전하였기 때문에 당시 전국 시대 일본의 관습상 호조 집안이 멸망당하는 것도 당연한 것이었다, 고 지적하였다.
고미즈노오 천황(後水尾天皇)의 칙찬(勅撰)으로 전하고 있는 《집외삼십육가선》(集外三十六歌仙) 32번째에 우지마사가 지은 와카 한 수가 채록되어 있다.

## 일화
호조 우지마사의 일화는, 일반적으로 널리 알려진 경우의 것들은 대부분이 우지마사에 대한 부정적인 인상을 담은 것으로, 후세의 창작도 있다.
밥에 국을 두 번 부어먹은 이야기
우지마사의 유명한 일화로써 두 번 국을 부은 일화가 있다. 식사 때에 우지마사가 국을 한 번 밥에 부었으나, 국의 양이 부족해서 한 번 더 부어서야 양이 맞았다고 한다. 이를 본 아버지 우지야스가 「매일 식사를 하면서도 밥에 부을 국의 양도 맞추지 못하다니, 호조 가문도 내 대에서 끝나는가」(毎日食事をしておきながら、飯にかける汁の量も量れんとは。北条家もわしの代で終わりか)라고 한탄하였다는 일화이다(밥에 부을 국의 양도 재지 못하는 자는 령국이나 가신을 가늠할 수 있을 리가 없다, 라는 뜻). 우지마사가 결과적으로 호조 가문의 멸망을 피하지 못하였던 것에서, 이 일화는 유명해졌고, 우지마사에 대한 평가를 일반적으로 낮추게 되는 결과를 초래하였다. 이 일화는 후세의 창작으로 같은 내용은 모리 씨(毛利氏)의 모토나리(元就)와 데루모토(輝元) 사이의 일화로도 전해지고 있기도 하다.
보리에 대한 이야기
《고요군칸》(甲陽軍鑑)에 실려 있는 이야기로써 농민이 보리 타작을 하고 있는 것을 우지마사가 보고 「저기 있는 보리를 가져다 점심밥을 먹어야겠다」(あの取れたての麦で昼飯にしよう)라고 하였다는 이야기가 있다. 물론 타작한 보리가 그대로 밥이 될 수는 없고, 말리고 탈곡하고 정백하는 과정을 거쳐야 하는 등 이런 저런 조리가 필요하다. 이 이야기를 전해들은 다케다 신겐은 그의 무지함을 크게 비웃었다고 하지만, 이 일화를 실증할 근거는 없다.

### 설명
1. ↑  니시도마루는 우지마사의 동생인 우에스기 가게카쓰(上杉景虎)의 어린 시절 이름으로도 쓰였는데, 덴분 18년 단계에서 가게토라는 태어나지도 않았다. 또한 건재하고 있던 형제가 또는 아명을 사용하였을 리도 없으므로, 니시도마루라 불리고 있던 것은 가게카쓰가 태어나기 전에 세상을 떠난 우지치카가 된다.
2. ↑  한편으로 가쓰요리는 호조 씨에 대해 히타치 사타케 씨(常陸佐竹氏)와의 고사 동맹(甲佐同盟)이나 아와(安房)의 사토미 씨 등 간토의 제족들과 동맹 관계를 맺고 있는 한편으로, 같은 시기에는 오다 씨(織田氏)와의 화목도 시도하고 있었다(고에쓰 화여甲江和与).
3. ↑  우지마사는 히데요시에 대한 전면 종속에는 반대했기 때문에, 친도쿠가와파인 우지나오를 세우고자 했지만, 훗날 우지마사 자신이 교토로 상경하겠다고 가신 ・ 고쿠슈들에게 통지하였기에, 우지마사가 주전파였다는 견해에 대해서는 의심시되고 있다.